# Hunão
Hunão, Hunã ou Hunan (em chinês: 湖南; romaniz.: Húnán (pinyin) é uma província da República Popular da China, tem como capital a cidade de Changshae o seu nome quer dizer "Sul do Lago" por se encontrar a Sul do Lago Dongting. E também fica entre o Rio Yangtze e Dongtin.
Hunão é a província central na China, conhecida pela beleza das suas paisagens naturais e faz fronteira a Norte com Hubei, a Leste com Jiangxi, a Sul com Cantão, a Sudoeste com Quancim, a Oeste com Guizhou, e a Nordoeste com Chongqing.

## Geografia
Cercado por montanhas e colinas no leste, oeste e sul, Hunão tem colinas e bacias no centro e planícies no norte. O centro e algumas partes do norte são um pouco baixo e existe uma bacia em forma de U, aberta no norte e com o lago Dongting no centro.
lago Dongting é o maior lago da província e o segundo maior lago de água doce da China. Os rios Xiangjiang, Zijiang, Yuanjiang e Lishui são os quatro principais afluentes do Rio Yangtze que flui através de Hunan, e no Lago Dongting em Chenglingji, Yueyang.

### Clima
Hunão está localizado em uma região com um clima continental subtropical sazonal úmido com quatro estações distintas. Possui sol abundante, longos períodos sem geada e chuva abundante. A duração anual do sol é de 1300 a 1800 horas. A temperatura média anual é de 16 ℃ a -18 ℃. O período frostless é tão longo quanto 260-310 dias. A precipitação anual é de 1200-1700 mm, sendo favorável para a atividade agrícola e a plantação de plantas.

## Províncias
| Mapa | #           | Nome                 | Hanzi                            | Hanyu Pinyin            | Sede administrativa            | Tipo |
| ---- | ----------- | -------------------- | -------------------------------- | ----------------------- | ------------------------------ | ---- |
|      |             |                      |                                  |                         |                                |      |
| 1    | Changsha    | 长沙市               | Chángshā Shì                     | Distrito de Yuelu       | Prefeitura com nível de cidade |      |
| 2    | Changde     | 常德市               | Chángdé Shì                      | Distrito de Wuling      | Prefeitura com nível de cidade |      |
| 3    | Chenzhou    | 郴州市               | Chénzhōu Shì                     | Distrito de Beihu       | Prefeitura com nível de cidade |      |
| 4    | Hengyang    | 衡阳市               | Héngyáng Shì                     | Distrito de Yanfeng     | Prefeitura com nível de cidade |      |
| 5    | Huaihua     | 怀化市               | Huáihuà Shì                      | Distrito de Hecheng     | Prefeitura com nível de cidade |      |
| 6    | Loudi       | 娄底市               | Lóudǐ Shì                        | Distrito de Louxing     | Prefeitura com nível de cidade |      |
| 7    | Shaoyang    | 邵阳市               | Shàoyáng Shì                     | Distrito de Shuangqing  | Prefeitura com nível de cidade |      |
| 8    | Xiangtan    | 湘潭市               | Xiāngtán Shì                     | Distrito de Yuetang     | Prefeitura com nível de cidade |      |
| 9    | Yiyang      | 益阳市               | Yìyáng Shì                       | Distrito de Heshan      | Prefeitura com nível de cidade |      |
| 10   | Yongzhou    | 永州市               | Yǒngzhōu Shì                     | Distrito de Lengshuitan | Prefeitura com nível de cidade |      |
| 11   | Yueyang     | 岳阳市               | Yuèyáng Shì                      | Distrito de Yueyanglou  | Prefeitura com nível de cidade |      |
| 12   | Zhangjiajie | 张家界市             | Zhāngjiājiè Shì                  | Distrito de Yongding    | Prefeitura com nível de cidade |      |
| 13   | Zhuzhou     | 株洲市               | Zhūzhōu Shì                      | Distrito de Tianyuan    | Prefeitura com nível de cidade |      |
| 14   | Xiangxi     | 湘西土家族苗族自治州 | Xiāngxī Tǔjiāzú Miáozú Zìzhìzhōu | Jishou                  | Prefeitura autônoma            |      |